# Bandera de Conesa
La bandera oficial de Conesa té la següent descripció::
Bandera apaïsada, de proporcions dos d'alt per tres de llarg, blanca amb la muralla de dues torres obertes de l'escut, negra i maçonada de blanc al centre, i amb la creu llatina patriarcal patent vermella del mateix escut a dalt i equidistant de les dues torres; la muralla d'alçària 1/3 de la del drap; les torres centrades sobre les divisòries dels terços verticals, d'alçària 12/27 de la del drap i amplària 7/40 de la llargària del mateix drap, i la creu situada a 1/18 de la vora superior, d'alçària 1/4 de la del drap i amplària 1/18 de la llargària del mateix drap.
Va ser aprovada el 21 de novembre de 2000 i publicada al DOGC el 13 de desembre del mateix any amb el número 3284.